# Peribaea cervina
Peribaea cervina là một loài ruồi trong họ Tachinidae.